# Tourismus in Nepal

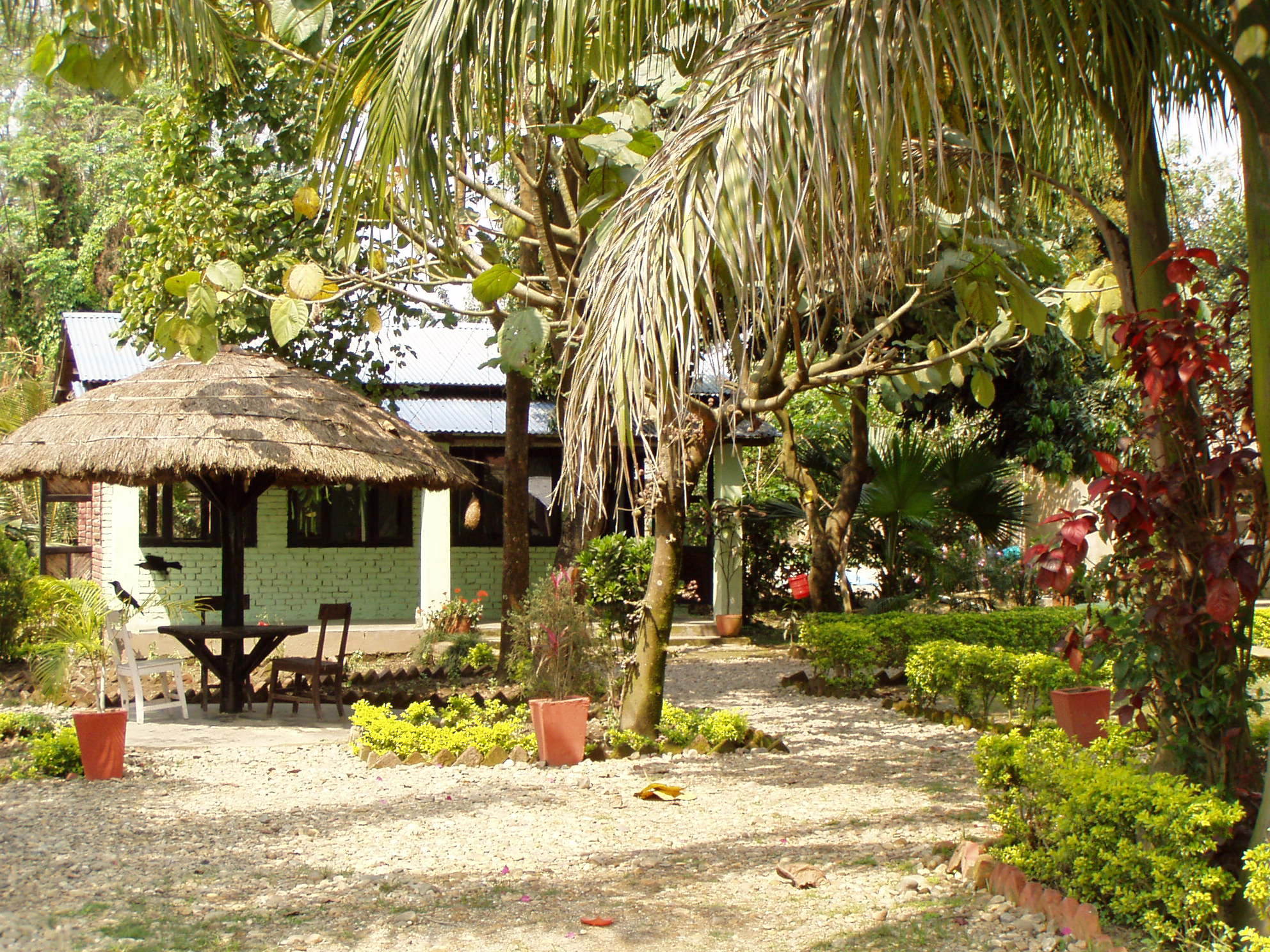
Urlaubsresort in Sauraha

Nepal ist ein Reiseziel in Südasien insbesondere für den Trekkingtourismus. Touristische Anziehungspunkte sind daneben die Kultstätten des Buddhismus und des Hinduismus im Kathmandutal. Hauptreisezeiten sind der März/April und Oktober/November, die wenigsten Touristen sind im Januar und Juli anzutreffen. Trekker bevorzugen im Allgemeinen den Spätsommer und Herbst, da die Pässe zu dieser Zeit meist schneefrei sind.

## Geschichte
Das Land wurde 1951, nach dem Sturz der Rana-Familie, für den Tourismus geöffnet. 1990 betrug die Zahl der Touristen etwa 250.000, die Zahl stieg bis 1999 auf fast 500.000 an. 1995 gab ein durchschnittlicher Tourist 43 US-Dollar pro Tag aus und blieb im Schnitt 11 Nächte. 1999 waren mit 150.000 Besuchern die Europäer die häufigsten Touristen, die Zahl der Inder war fast ebenso hoch. Die beliebtesten Reiseziele sind das Annapurna-Gebiet, der Sagarmatha-Nationalpark und das Langtang Himal.
Durch die militärischen Konflikte sank die Zahl der Touristen seit dem Jahr 2000 um bis zu 50 Prozent. Ab etwa 2004 stieg die Zahl der Touristen wieder. Am 1. Januar 2008 wurde ein TIMS Certificate (Trekkers' Information Management System) eingeführt, welches alle Trekker vorweisen müssen und kostenlos bei den TIMS-Stellen des Nepal Tourism Board (NTP) oder der Trekking Agents Association of Nepal (TAAN) erhalten. Nach Plänen der Regierung soll die Zahl der Touristen bis 2020 auf zwei Millionen steigen.

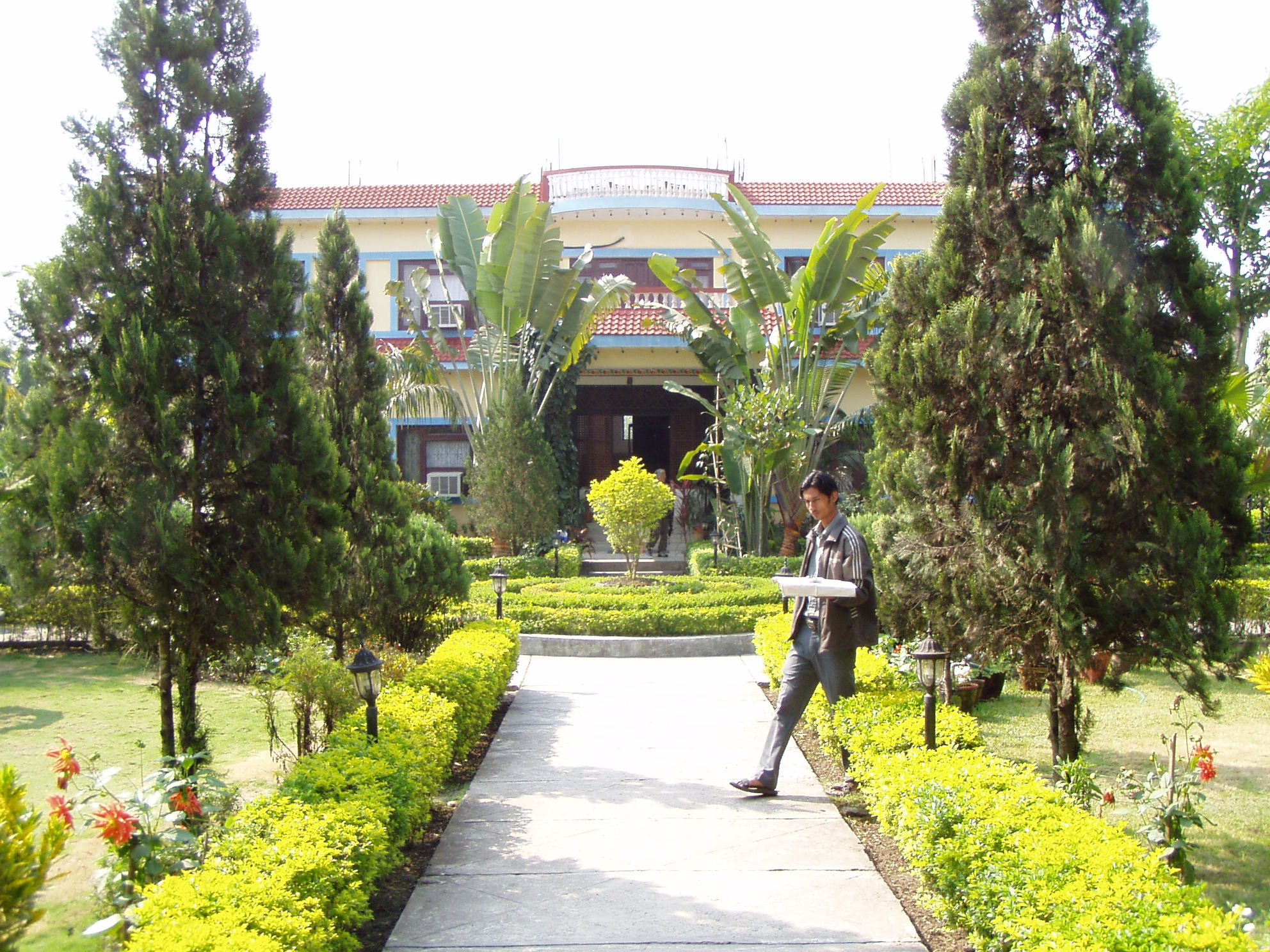
„Jungle Safari Lodge“ im Urlaubsort Sauraha

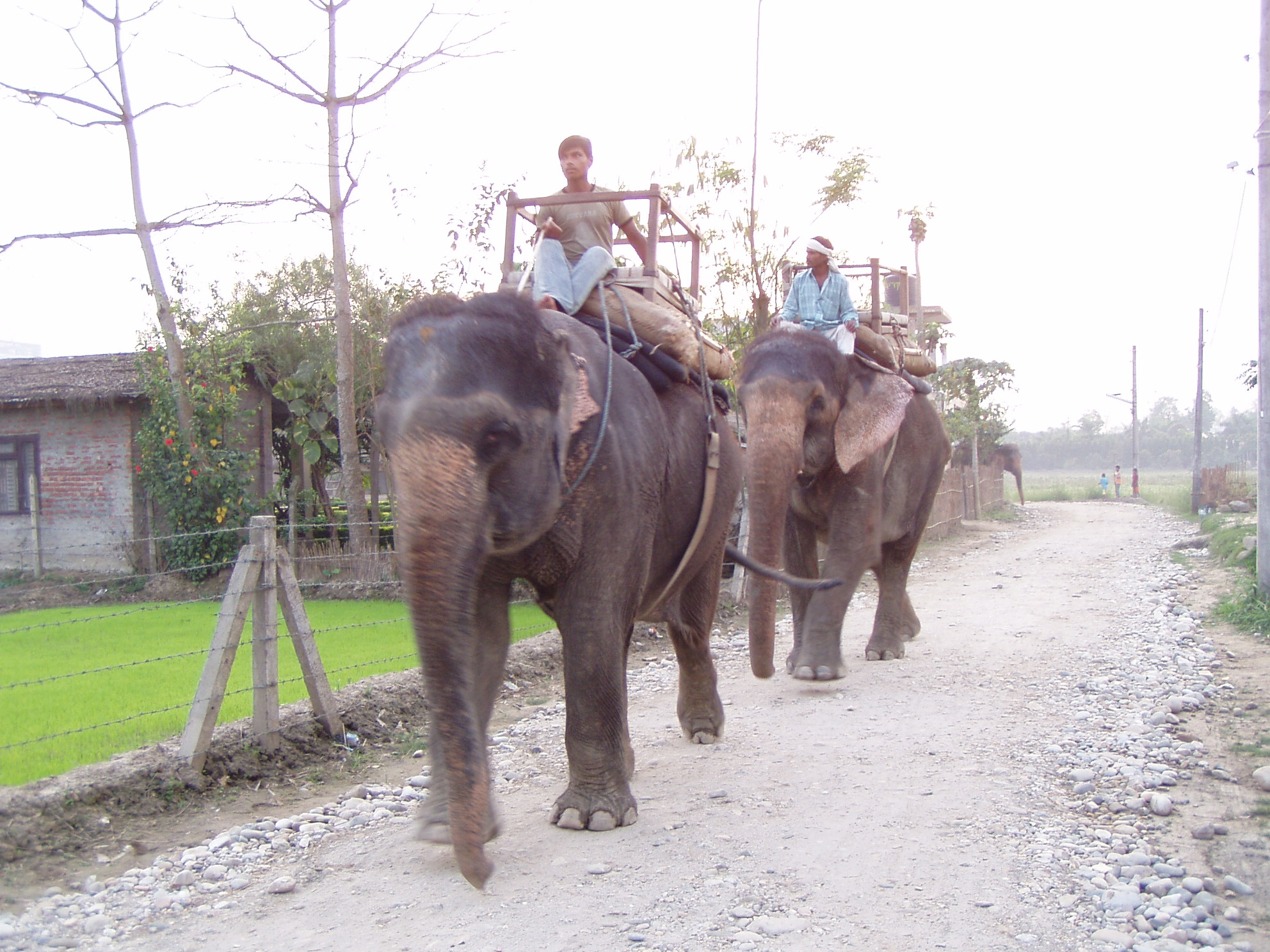
Elefanten-Reiten im Urlaubsort Sauraha

## Touristische Höhepunkte
- Kathmandutal: Die drei ehemaligen Königsstädte Kathmandu, Patan und Bhaktapur mit den umliegenden Baudenkmälern.
- Chitwan-Nationalpark im Terai: Tropische Tierwelt am Fluss und im Schilf, insbesondere Beobachtung des Panzernashorns.
- Trekkingtouren im Himalaya: Zu den populärsten gehören
  - Eine Wanderung rund um die Annapurna-Gruppe (Annapurna Circuit)
  - Eine Trekking-Tour zum Mt. Everest-Basislager (Mount Everest Trek).